# Labota
Labota (in greco antico: Λαβώτας?, Labòtas oppure Λεωβώτης, traslitterato in Leobòtes; Sparta, ... – X secolo a.C.) è stato un re di Sparta, della dinastia degli Agiadi.
La sua figura è leggendaria. Secondo Pausania, era figlio del predecessore Echestrato e padre del successore Dorisso e durante il suo regno vi fu la prima guerra tra Sparta e Argo.
Secondo Erodoto un altro evento importante del suo regno fu l'adozione delle leggi di Licurgo, che Pausania pospone però all'epoca del nipote di Labota Agesilao I.